# George Vincent

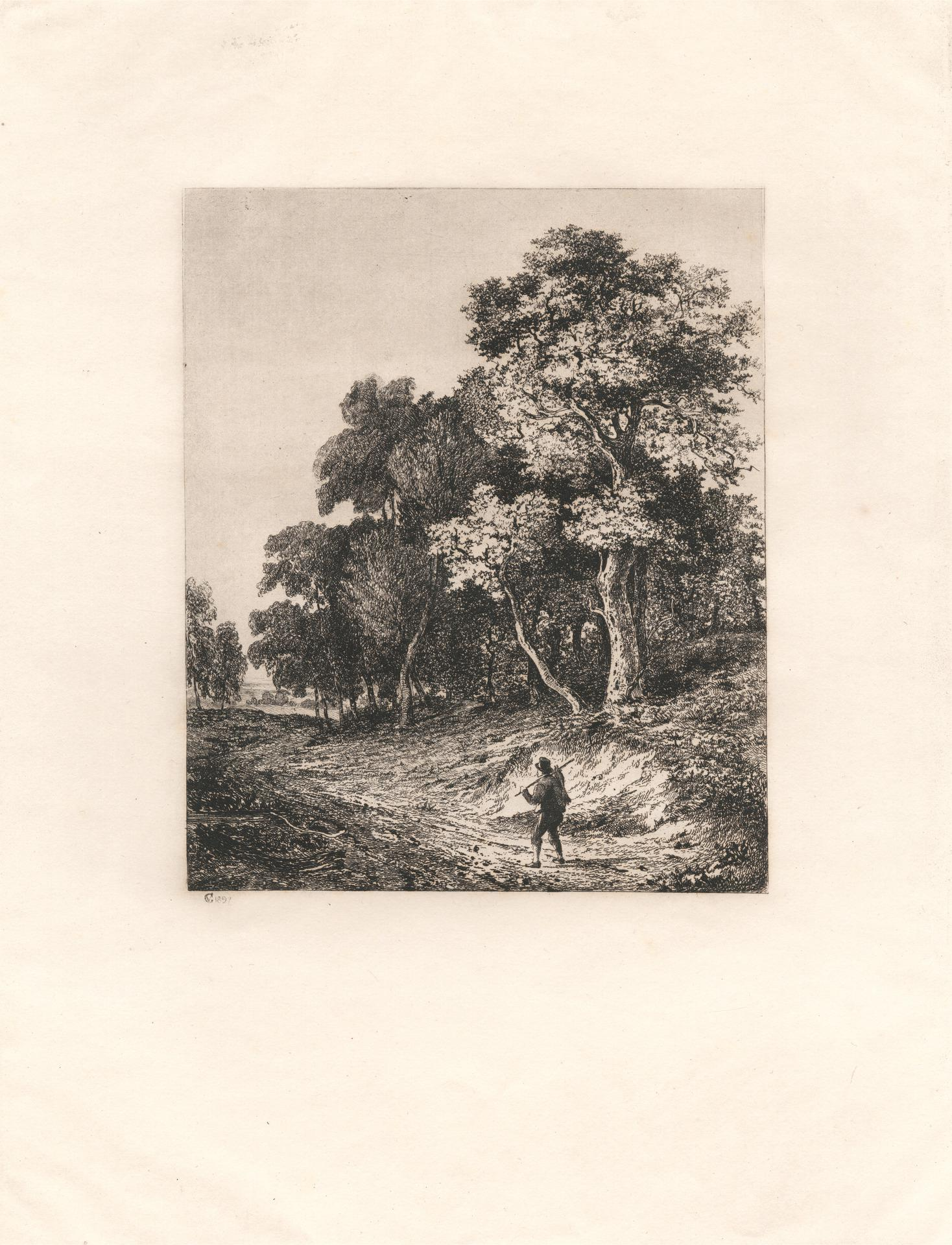
En av George Vincents målningar.

George Vincent, född 27 juni 1792 i Norwich, England, död runt 1832, förmodligen i Bath, var en engelsk landskapsmålare som producerade etsningar, oljemålningar och akvarellmålningar.

## Biografi
Vincent föddes i Norwich och blev efter utbildningen vid Norwich grammar school elev till John Crome. 1814 flyttade Vincent till London och fick sina verk utställda på Royal Academy och British Institution.
Vincent gifte sig 1822 och var några år efter det skuldsatt och på grund av detta satt han fängslad i Fleet Prison i knappt tre år. Några år efter att han släpptes dog han, runt 1832, förmodligen i Bath.